# Dánská ženská fotbalová reprezentace
Dánská ženská fotbalová reprezentace reprezentuje Dánsko na mezinárodních fotbalových akcích, jako je mistrovství světa žen nebo ženský turnaj na olympijských hrách.

## Olympijské hry
| Rok    | Účast                                           | Soupisky |
| ------ | ----------------------------------------------- | -------- |
| 1996   | Základní skupina                                |          |
| 2000   | Nekvalifikovaly se                              |          |
| 2004   | Nekvalifikovaly se                              |          |
| 2008   | Nekvalifikovaly se                              |          |
| 2012   | Nekvalifikovaly se                              |          |
| 2016   | Nekvalifikovaly se                              |          |
| 2020   | Nekvalifikovaly se                              |          |
| Celkem | Účast – 1× Zlato – 0×, Stříbro – 0×, Bronz – 0× |          |

## Mistrovství světa
| Rok    | Účast                                           | Soupisky |
| ------ | ----------------------------------------------- | -------- |
| 1991   | Prohra ve čtvrtfinále s Německem                |          |
| 1995   | Základní skupina                                |          |
| 1999   | Základní skupina                                |          |
| 2003   | Nekvalifikovaly se                              |          |
| 2007   | Základní skupina                                |          |
| 2011   | Nekvalifikovaly se                              |          |
| 2015   | Nekvalifikovaly se                              |          |
| 2019   | Nekvalifikovaly se                              |          |
| 2023   | Prohra v osmifinále s Austrálie                 | Soupiska |
| Celkem | Účast – 5× Zlato – 0×, Stříbro – 0×, Bronz – 0× |          |

## Mistrovství Evropy
| Rok    | Účast                                           | Soupisky |
| ------ | ----------------------------------------------- | -------- |
| 1984   | Prohra v semifinále s Anglii                    |          |
| 1987   | Nekvalifikovaly se                              |          |
| 1989   | Nekvalifikovaly se                              |          |
| 1991   | Bronzová medaile                                |          |
| 1993   | Bronzová medaile                                |          |
| 1995   | Nekvalifikovaly se                              |          |
| a 1997 | Nepostoupily ze skupiny                         |          |
| 2001   | Prohra v semifinále s Švédskem                  |          |
| 2005   | Nepostoupily ze skupiny                         |          |
| 2009   | Nepostoupily ze skupiny                         |          |
| 2013   | Prohra v semifinále s Norskem                   |          |
| 2017   | Stříbrná medaile                                |          |
| 2022   | Základní skupina                                |          |
| 2025   | Základní skupina                                |          |
| Celkem | Účast – 8× Zlato – 0×, Stříbro – 1×, Bronz – 2× |          |